# Cerfeuil penché
Chaerophyllum temulum · Cerfeuil enivrant, Cerfeuil des fous
Pour les articles homonymes, voir Cerfeuil (homonymie).
Espèce
Le Cerfeuil penché (ou Chaerophyllum temulum) est une espèce de plantes à fleurs, de la famille des Apiaceae. C'est une plante herbacée originaire d'Eurasie (trouvée en Europe (incluant la France, dont la Corse), de l'Irlande à l'Ukraine, en passant par le Caucase et jusqu'en Asie tempérée). Il est aussi connu sous le nom de Cerfeuil enivrant ou Cerfeuil des fous.

## Description
- Plante bisannuelle de 60 à 100 cm, à tiges dressées, ramifiées, pourpres ou tachetées de pourpre, couvertes de poils raides.
- Feuilles : plumeuses, vert sombre, glauques (pouvant virer au violacé), bi ou tripennées, à folioles lancéolées avec un bord denticulé.
- Tige : pleine, ramifiée, légèrement ridée, avec des poils raides sur toute sa longueur (alors que celle du Cerfeuil des bois est glabre sur sa partie supérieure). Elle est aussi souvent teintée de taches pourpres.
- Fleurs : de mai à août, blanches, petites, en larges ombelles composées.
- Fruit : diakène côtelé et effilé en sommet.

## Toxicité
Toutes les parties de cette plante sont toxiques tant pour l'homme que pour le bétail. Leur ingestion provoque des paralysies.

## Habitat
On trouve généralement cette plante dans des zones herbeuses, des lisières forestières, des haies.